# The Chelsea Smiles
The Chelsea Smiles son una banda de hard rock estadounidense formada en 2004. Está compuesta por Todd Youth, Karl Rosqvist, Steel Prophet, Skye Vaughan-Jayne, Johnny Martin y RJ Ronquillo.

## Historia
La banda fue formada por Todd Youth a raíz de su salida de Danzing. En el periodo intermedio sustituyó a Glen Campbell en algunos conciertos de Motörhead.
El baterista Karl Rosqvist (ex de Steel Prophet) se unió a la formación inicial de la banda, junto con Johnny Martin (bajo) y Christian Martucci.
En 2005 grabaron su primer EP, Nowhere Ride, bajo la discográfica Capitol Records. Al año siguiente Martucci dejó la banda para formar Black President, y Skye Vaughan-Jayne ha ocupado su puesto hasta la actualidad.
Hicieron giras con otras bandas como Social Distortion, The Datsuns y los nuevos New York Dolls.
Su álbum debut  Thirty Six Hours Later, fue lanzado en Estados Unidos el 7 de noviembre de 2006, y a principios de diciembre en Europa. Hicieron varios tours en solitario y un Tour - Presentación de este álbum junto con Backyard Babies y Social Distortion.
RJ Ronquillo, un músico de estudio de LA, California, se unió a The Chelsea Smiles en enero de 2009. Poco después, en marzo, firmaron un acuerdo con DR2/Demolition Records para producir su segundo álbum, The Chelsea Smiles, ese verano hicieron un tour  por Estados Unidos  y Reino Unido para promocionar su álbum.

## Miembros
- Skye Vaughan-Jayne - Cantante principal.
- Todd Youth - Corista y guitarrista.
- RJ Ronquillo - Corista y guitarrista.
- Johnny Martin - Corista y bajista.
- Karl Rosqvist ("Rockfist") - Baterista.
- Ty Smith - Baterista.

## Discografía

### Álbumes de estudio
- Thirty Six Hours Later - (2006) Acetate Records/People Like You Records.
- The Chelsea Smiles - (2009) Demolition Records/ DR2 Records.

### EP
- Nowhere Ride - (2005) Capitol Records/ EMI Records.